# Самосёлы Чернобыльской зоны отчуждения
|  | закрытые зоны (более 40 Ки/км²)            |
|  | зоны постоянного контроля (15—40 Ки/км²)   |
|  | зоны периодического контроля (5—15 Ки/км²) |
|  | 1—5 Ки/км²                                 |

Карта радиоактивного загрязнения нуклидом цезий-137 на 1996 год:

Самосёлы Чернобыльской зоны отчуждения — гражданское население Чернобыльской зоны отчуждения; группа людей, вернувшихся в родные места после Чернобыльской катастрофы.

## Название
«Самосёлами» в царской России и СССР называли всех селившихся куда-либо без разрешения властей.
Термин «самосёлы» применительно к вернувшимся жителям зоны отчуждения стали употреблять советские журналисты ещё с 80-х годов XX века. О некорректности употребления этого выражения применительно к жителям зоны отчуждения писали учёные, участники историко-этнографических экспедиций в зону отчуждения, среди которых и поэтесса Лина Костенко:

Я сразу хотела бы попросить, чтобы тех людей никто не называл самосёлами: это обидно, ведь там их родина. Они выросли там и живут после аварии в своих родных домах — пусть и забытые Богом и государством.

## Количество самосёлов
Несмотря на существующее законодательное ограничение проживания гражданского населения в зоне отчуждения, значительное количество эвакуированного населения вернулось в свои дома после отселения 1986 года.
По разным источникам, общая численность населения, вернувшегося в зону отчуждения в 1986 году, составляет около 1200 человек (из ста тысяч эвакуированных). По состоянию на начало 2007 года их количество составляло 314 человек.
Численность проживающих в зоне отчуждения, начиная с 1987 года, имеет такую тенденцию:
- 1987 — 1200 человек
- 1992 — 1000 человек
- 1995 — 820 человек
- 1998 — 750 человек
- 1999 — 612 человек
- 2001 — 487 человек
- 2005 — 328 человек
- 2007 — 314 человек (год последней официальной переписи самосёлов[2])
- 2017 — 135 человек[3]

«Самосёлы» проживают не компактно, то есть не в одном селе или городе, а расселены по 11 населённым пунктам зоны отчуждения. Средний возраст «самосёлов» составляет 63 года. Основной причиной сокращения их количества в чернобыльской зоне является их преклонный возраст.

## Причины возврата
В решениях Киевского облисполкома и Правительственной комиссии за 1986 год говорилось о временной (до 3 месяцев) эвакуации жителей Чернобыльского района (кроме г. Припяти). Это побудило часть эвакуированных вернуться домой уже осенью 1986 года, а большинство из них вернулось весной 1987 года, до начала полевых работ. То, что было предоставлено эвакуированным, не удовлетворяло переселенцев по многим причинам: в один дом заселяли несколько семей, поскольку жильё строилось быстрыми темпами, оно было низкого качества, а иногда непригодно для проживания; они привыкли жить в деревянных домах (особенно пожилые люди) и не смогли жить в кирпично-бетонных домах; не в полной мере учитывались особенности быта полещуков — они не могли вести традиционное для них земледелие, заниматься рыбалкой, сбором грибов и ягод в лесах; в местах переселения коренное население враждебно встретило эвакуированных, считая, что они отобрали у них жилье, рабочие места. Начиная с осени 1986 года до весны 1987 года на зону отчуждения вернулось более 1200 человек. Они занимали собственные дома и обрабатывали свои приусадебные участки. Большинство из них покинули (сдали местным органам власти) жильё, которое им было предоставлено после эвакуации.

## Места проживания
По состоянию на конец 2005 года, «самосёлы» жили в населённых пунктах:
| Поселение         | Население | Население (1986) | Район       |
| ----------------- | --------- | ---------------- | ----------- |
| Чернобыль (город) | 136       | 13 700           | Иванковский |
| Ильинцы           | 37        | 1059             | Иванковский |
| Теремцы           | 36        | 463              | Иванковский |
| Куповатое         | 32        | 324              | Иванковский |
| Опачичи           | 20        | 681              | Иванковский |
| Паришев           | 16        | 678              | Иванковский |
| Лубянка           | 12        | 612              | Полесский   |
| Полесское (пгт)   | 10        | 12 000           | Полесский   |
| Оташев            | 10        | 71               | Иванковский |
| Ладижичи          | 8         | 683              | Иванковский |
| Рудня-Иллинецкая  | 8         | 114              | Иванковский |
| Залесье           | 5         | 2849             | Иванковский |
| Вильча (пгт)      | 3         | 3000             | Полесский   |

## Правовой статус
После самовольного возвращения части жителей в зоне отчуждения возникли связанные с этим социальные и правовые проблемы: был ликвидирован Чернобыльский район, органы исполнительной власти и местные советы. Жители оказались вне влияния существующих органов государственного управления. Необходимо было предоставить им статус и зарегистрировать в местных органах власти, как того требовало действующее в то время законодательство, обеспечить работой и т. п.; из населённых пунктов была эвакуирована и частично разрушена инфраструктура, возникла необходимость наладить торговое, медицинское, транспортное, социальное обслуживание, систему регистрации актов гражданского состояния. Было непонятно, кто должен выполнять эти функции на территории зоны отчуждения. В задачи производственного комплекса, образованного для осуществления мероприятий по ликвидации последствий Чернобыльской катастрофы, не входило обслуживание жителей, в бюджете Иванковского района также не предусматривались средства на обслуживание лиц, которые вернулись в зону отчуждения. В то время, вплоть до 1992 года, эти проблемы решались предприятиями зоны отчуждения и Иванковским райисполкомом по собственному усмотрению, без юридических оснований для их решения.
С принятием в 1991 году Закона Украины «О правовом режиме территории, подвергшейся радиоактивному загрязнению вследствие Чернобыльской катастрофы», статьёй 12 которого было запрещено постоянное проживание в зоне отчуждения, ситуация изменилась. Проживание в зоне отчуждения определялось как нарушение законодательства, а жители должны были покинуть зону отчуждения. После образования в 1992 году Администрации зоны отчуждения решения проблем, связанных с проживанием людей в зоне отчуждения, взял на себя этот орган государственного управления. Администрация выступила с инициативой предоставления статуса «временно проживающих» лицам, которые вернулись в зону отчуждения до принятия Закона Украины «О правовом режиме территории…», и которые не имеют за пределами зоны отчуждения жилья, полученного после эвакуации. Согласно распоряжению Кабинета министров Украины с 9 февраля 1993 г. № 88-р эти лица были временно зарегистрированы, до отселения на «чистые» территории, органами МВД в населённых пунктах Иванковского района без предоставления жилья. Их обслуживание и социальное обеспечение возлагалось на Иванковскую районную администрацию и Администрацию зоны отчуждения.
На парламентских выборах 2012 года проголосовали 17 из 200.
Самосёлы Беларуси голосовали на выборах президента в 2015 году. На выборах 2019 года на Украине в Чернобыльской зоне отчуждения у самоселов не было возможности голосовать, проголосовали вахтовики.

## Быт
Главным источником существования этих людей является приусадебное хозяйство, а также сбор грибов, ягод, рыбалка и иногда охота.
Самосёлам иногда помогают предприятия Чернобыльской зоны отчуждения. Выполняют ремонт зданий, обслуживают транспорт, проводят медицинские осмотры и лечение. Также ГСНПП «Экоцентр» проводит контроль продуктов питания, которые выращивают «самосёлы» на своих приусадебных участках. Время от времени поступает гуманитарная помощь от других регионов страны.
По воскресеньям они иногда ходят в православные храмы.

## Решение проблемы самосёлов
Наиболее существенным решением проблемы проживания людей в зоне отчуждения было бы предоставление им жилья на «чистых» территориях. Однако большинство жителей зоны отчуждения не согласны переселяться, а приняли для себя решение дожить век в собственных домах. В 1999—2000 годах МЧС и Киевская областная администрация приняли решение отселить из зоны отчуждения всех желающих. Был проведен опрос самосёлов с целью выявления желающих переселиться. Предварительно дали согласие на переселение 93 семьи. Для них построили жилье в разных населённых пунктах Киевской области. Когда пришло время переселяться, то большинство из тех, кто дал предварительное согласие, отказались от переселения, мотивируя тем, что их не устраивает населённый пункт или качество жилья. Другая часть получила жилье, но продолжала жить в зоне отчуждения. Так попытка сразу выселить из зоны отчуждения значительную часть «самопоселенцев» не дали должного результата.
Статья 12 Закона Украины «О правовом режиме территории, подвергшейся радиоактивному загрязнению вследствие Чернобыльской катастрофы» запрещает постоянное проживание граждан в зоне отчуждения. Исходя из требований этой статьи, Администрация зоны отчуждения ещё в 1993 году поставила вопрос о принудительном отселении лиц за пределы зоны отчуждения. Но разрешения на принудительное переселение ни Генеральная прокуратура, ни Верховный суд не дали, ссылаясь на конституционное право самостоятельного выбора гражданами места жительства.
Главной причиной запрета проживания жителей в зонах отчуждения и безусловного (обязательного) отселения является радиационное состояние на этих территориях. Исследования радиационной обстановки в местах проживания самосёлов свидетельствуют о том, что область остается устойчиво загрязнённой радионуклидами: пищевые продукты, которые выращиваются на приусадебных участках, заготавливаются в лесу. Например, содержание радионуклидов в молоке превышает в 2-3 раза предельно допустимые уровни, в мёде — в 2,1 раза, в грибах — от 10 до 50 раз, в рыбе — от 2,5 до 9 раз, в лесных ягодах в 100 раз превышает предельно допустимые уровни. При таких условиях проживание на этих территориях недопустимо.
Согласно распоряжениям Кабинета Министров Украины от 9 февраля 1993 года № 88-р и от 19 июля 1999 года № 690-р, предприятия зоны отчуждения совместно с Иванковской районной администрацией принимают меры по обеспечению жизнедеятельности и социальной защиты жителей зоны отчуждения: пенсионерам, которые проживают в селах зоны отчуждения, ежемесячно домой доставляется пенсия; оказывается помощь в устройстве в доме для людей пожилого возраста, осуществляется надзор за одинокими гражданами, предоставляются ритуальные услуги; в 8 сёлах, где проживают самосёлы (Теремцы, Ладыжичи, Парышев, Ильинцы, Рудня Ильинецкая, Лубянка, Опачичи, Куповатое), установлена радиотелефонная связь, электрифицировано каждое село, где проживают жители; осуществляются автобусные перевозки жителей для решения социально-бытовых проблем в районный центр Иванков по трём основным направлениям: Теремцы; Ильинцы; Опачичи. На большие религиозные праздники организуются поездки в церкви в г. Чернобыле; жителям зоны отчуждения предоставляется медицинская помощь. Периодически они проходят медосмотр в медико-санитарной части № 16. Неотложную помощь оказывает скорая медицинская помощь; раз в неделю в села приезжает автолавка Иванковского райпотребсоюза с продовольственными товарами и товарами повседневного спроса. По договору с газовым хозяйством Иванкова доставляется сжиженный газ, осуществляется дозиметрический контроль продуктов, выращенных на приусадебных участках, грибов, рыбы и даются рекомендации жителям относительно употребления этих продуктов, по графику производится техническое обслуживание колодцев общего использования; оказывается помощь в заготовке и доставке дров; поддерживаются в надлежащем состоянии и ремонтируются дороги, которые ведут к населённым пунктам, где проживают «самосёлы»; внедрён порядок посещения жителей зоны отчуждения родными и близкими. Они имеют возможность приехать в зону отчуждения навестить родственников на собственном транспорте. МЧС совместно с Киевской областной администрацией ежегодно организуются посещения зоны отчуждения эвакуированными жителями в поминальные дни; организовано предоставление гуманитарной помощи различными общественными и благотворительными организациями.